# Clinopodium nepeta
Clinopodium nepeta (кам'яна м'ята котяча як Calamintha nepeta, каламінта худорлява як Calamintha macra — вид рослин з родини глухокропивові (Lamiaceae), поширений у північно-західній Африці, у південній частині Європи, західній Азії.

## Опис
Багаторічна рослина 60–80 см. Світло-зелена рослина. Стебла запушені від основи до середини суцвіття головним чином волосками що відстоять 1–1.5 мм завдовжки. Суцвіття подовжене і вузьке; кільця 5–11-квіткові. Віночок блідо-ліловий. Горішки чорнуваті.

## Поширення
Поширений у північно-західній Африці (Алжир, Марокко, Туніс), у південній частині Європи від Іспанії до північного Кавказу, західній Азії (Іран, Туреччина, Вірменія, Азербайджан, Грузія).
В Україні вид зростає у вапняково-кам'янистих місцях — на ПБК.